# شهرستان تونگوی
شهرستان تونگوی (به لاتین: Tongwei County) یک شهرستان‌های جمهوری خلق چین در چین است که در دینگسی واقع شده‌است.